# Skarb ze Słuszkowa

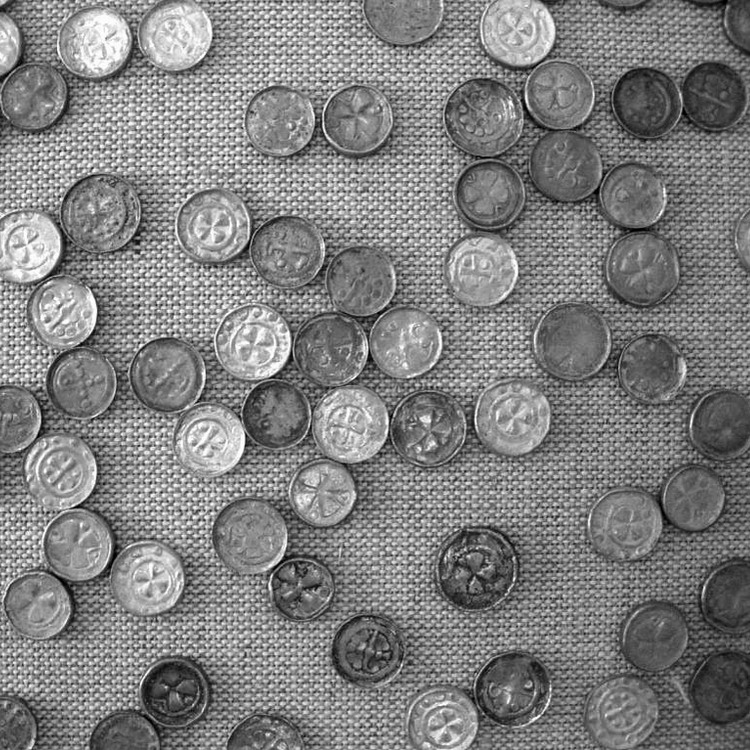
Skarb ze Słuszkowa, fragment (2007)

Skarb ze Słuszkowa (Słuszków 1) – skarb zdeponowany na początku XII w. w Słuszkowie, odnaleziony w 1935, zawiera najliczniejszy skarb monet w Polsce i najliczniejszy skarb denarów krzyżowych na świecie; od 1958 znajduje się w zbiorach Muzeum Okręgowego Ziemi Kaliskiej w Kaliszu.
Niekompletnie zachowany skarb liczy 13 061 zabytków: 12 829 denarów krzyżowych, 122 denarów palatyna Sieciecha, 71 monet obcych, 32 wczesnośredniowiecznych srebrnych ozdób oraz 7 placków srebra.
Denary Sieciecha ze skarbu stanowią pierwszy bezpośredni dowód na istnienie w XI w. w Polsce mennicy bijącej denary krzyżowe.
Legenda otokowa denarów Sieciecha ZETECH (Sieciech) jest jednym z najstarszych zabytków języka polskiego.
W 2020 r. badaczom z Instytutu Archeologii i Etnologii PAN udało się natrafić na kolejny depozyt, który otrzymał nazwę Słuszków 2. Wydarzyło się to w ramach prac związanych z planowanym wydaniem monografii poświęconej depozytowi z 1935 r. i próbą ustalenia jego dokładniejszej lokalizacji. Nowo odkryty skarb liczył ok. 6,5 tysiąca srebrnych monet (denarów), ułożonych w lnianych sakiewkach, placki srebra, fragmenty ołowiu oraz dwie złote obrączki i dwa pierścionki. Skarb datowany jest na pierwsze lata XII w. Na jednym z pierścionków znajduje się cyryliczny napis „[Господ]ипомъзи [ра]бесвое[и] Марии”, który po przetłumaczeniu brzmi „Panie pomóż służce swojej Marii”. Jako że skarb można datować na rok ok. 1105, badacze sugerują, że wspomnianą Marią mogła być Dobroniega Maria, babka księcia Zbigniewa.
Skarb odkryty w 2020 prezentowany był od grudnia 2023 do marca 2024 na wystawie czasowej w Zamku Królewskim w Warszawie.